# American Woman (chanson)
Pour l’article homonyme, voir American Woman.
American Woman est une chanson publiée par le groupe de rock canadien The Guess Who en janvier 1970, extraite de leur sixième album studio du même nom (en). Elle est ensuite sorti en mars 1970 en tant que single avec No Sugar Tonight/New Mother Nature (en) en face B, et il a notamment atteint la place numéro une du hit-parade Billboard Hot 100 pendant trois semaines à partir du 9 mai.
L'une des reprises les plus remarquables d'American Woman est la version de Lenny Kravitz enregistrée pour la bande originale du film Austin Powers 2 : L'Espion qui m'a tirée (1999), sortie en single puis incluse dans la réédition de 1999 de l'album 5 de l'artiste.